# Älgbroking
Älgbroking (Panaeolus alcis) är en svampart som tillhör divisionen basidiesvampar, och som beskrevs av Meinhard (Michael) Moser. Älgbroking ingår i släktet Panaeolus, och familjen Bolbitiaceae. Arten är reproducerande i Sverige.